# GWR 2800 Class
Паровоз GWR 2800 — паровоз с осевой формулой 1-4-0 выпускавшийся в 1903-1919 гг. для Great Western Railway на заводе Swindon Works.